# Newport River SAC
Newport River SAC este o arie protejată (sit de importanță comunitară — SCI) din Irlanda întinsă pe o suprafață de 1.402,52 ha, integral pe uscat.

## Localizare
Centrul sitului Newport River SAC este situat la coordonatele 53°55′34″N 9°25′48″W / 53.926017°N 9.42988°V.

## Înființare
Situl Newport River SAC a fost declarat sit de importanță comunitară în decembrie 1998 pentru a proteja 2 specii de animale.

## Biodiversitate
Situată în ecoregiunea atlantică, aria protejată conține 2 habitate naturale: Pajiști umede nord-atlantice cu Erica tetralix, Turbării de acoperire (* exclusiv pentru turbării active).
La baza desemnării sitului se află mai multe specii protejate:
- nevertebrate (1): Margaritifera margaritifera
- pești (1): somonul (Salmo salar)

Pe lângă speciile protejate, pe teritoriul sitului au mai fost identificate 1 specie de amfibieni, 2 specii de mamifere, 1 specie de pești, 1 specie de reptile.